# Центральний (бахш, шагрестан Хондаб)
Центральний (перс. مرکزی) — бахш в Ірані, в шагрестані Хондаб остану Марказі.

## Дегестани
До складу бахша входять такі дегестани:
- Дегчаль
- Хондаб